# Kamieńsk Uralski
Kamieńsk Uralski (ros. Каменск-Уральский) – miasto w Rosji, w obwodzie swierdłowskim, u wschodniego podnóża Uralu, przy ujściu Kamienki do Isetu (dorzecze Obu). Około 166 tys. mieszkańców (2020).
Klimat jest umiarkowany kontynentalny. Długoterminowa średnia roczna temperatura 2,6 °C, średnia temperatura najcieplejszego miesiąca (lipiec) 23,9 °C, a najzimniejszego miesiąca (stycznia) –16,2 °C. Wiatry są północno-zachodnie, zachodnie i południowo-zachodnie. Średnia roczna opadów wynosi 467 mm. Większość opadów przypada na okres letni (350 mm).
W mieście rozwinął się przemysł maszynowy, materiałów budowlanych, spożywczy oraz hutniczy.

## Galeria

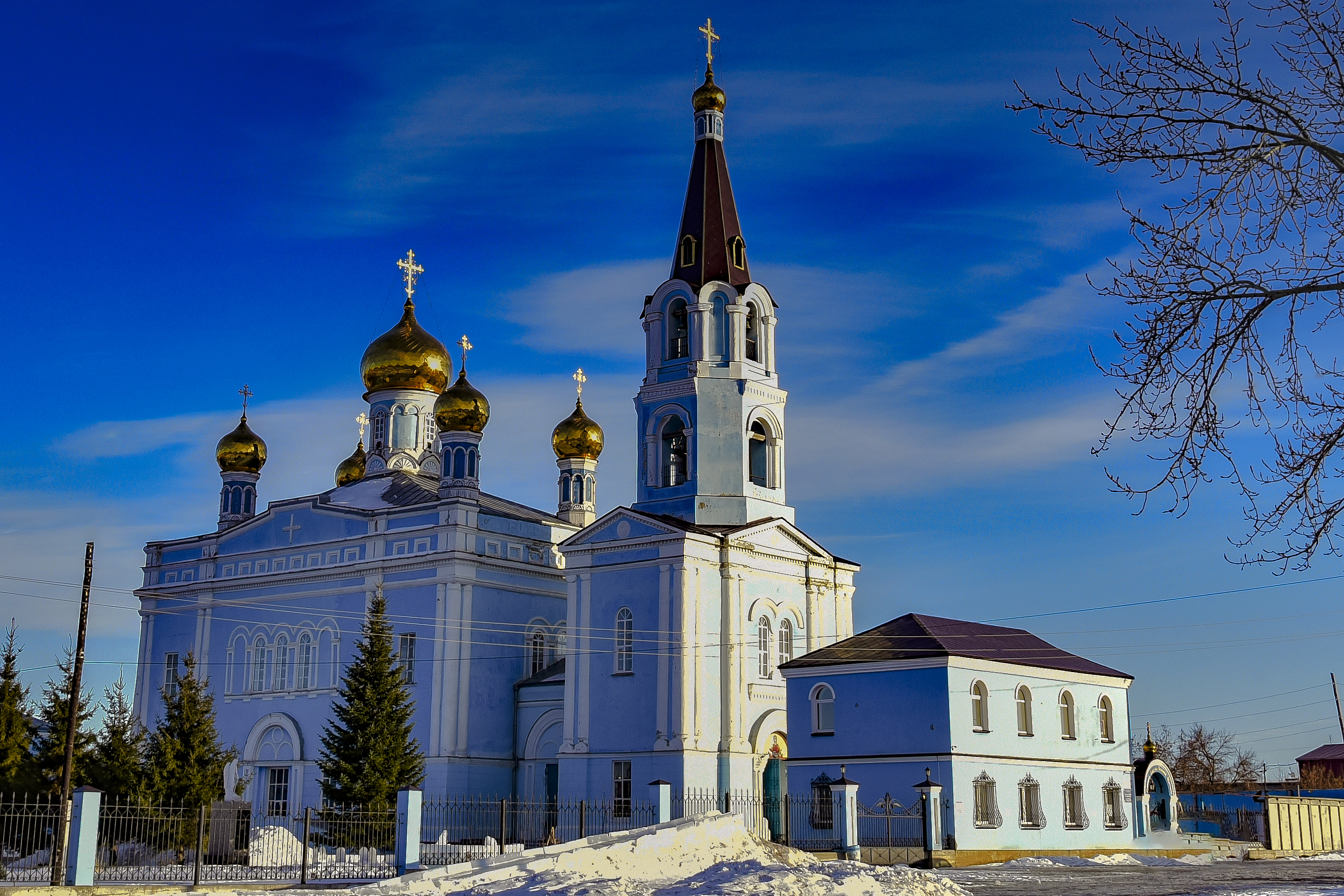
Cerkiew Opieki Matki Bożej
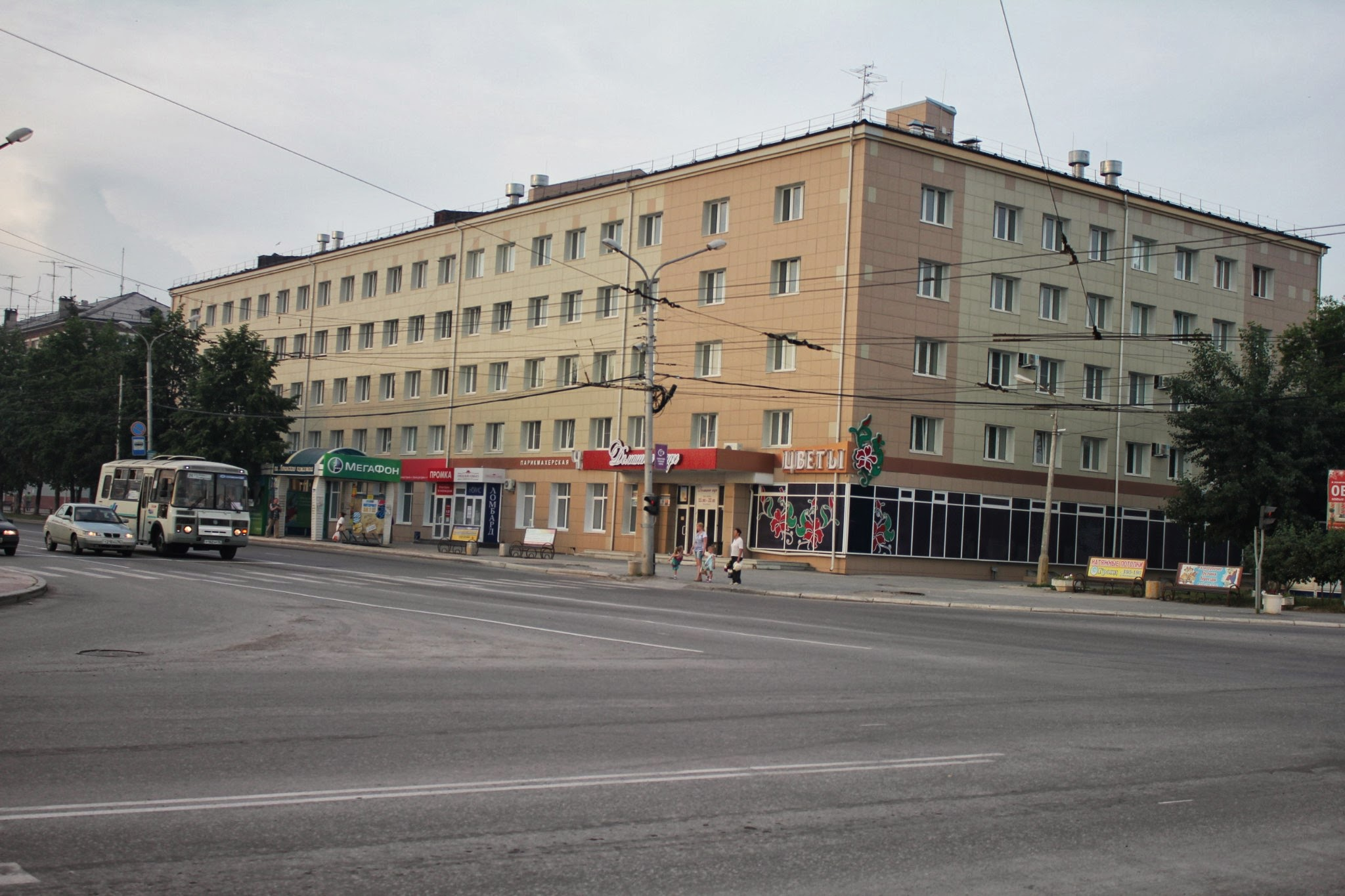
Zabudowanie mieszkalny
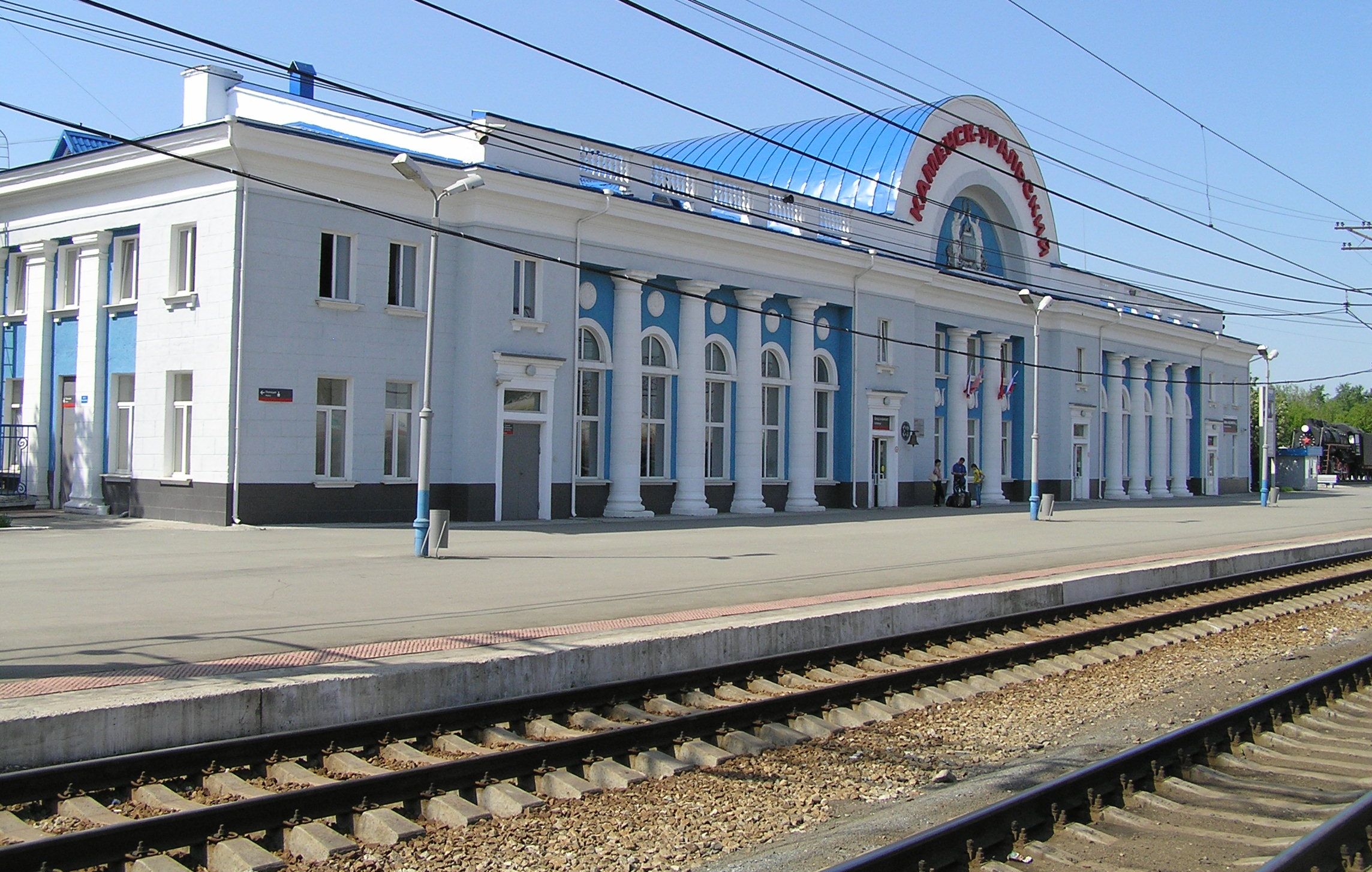
Stacja Kamieńsk Uralski
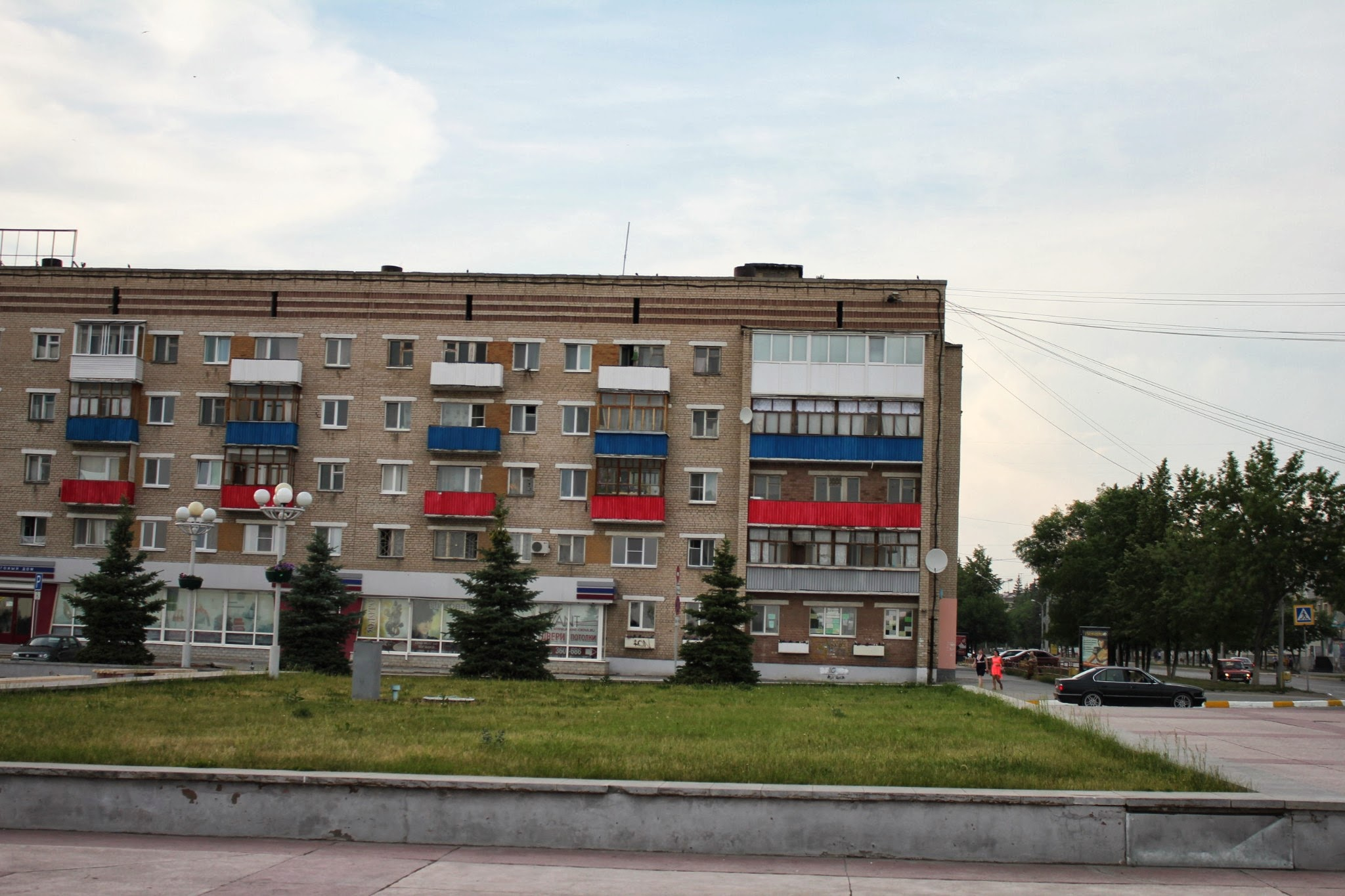
Blok z balkonami pokolorowanymi na kolor flagi rosyjskiej
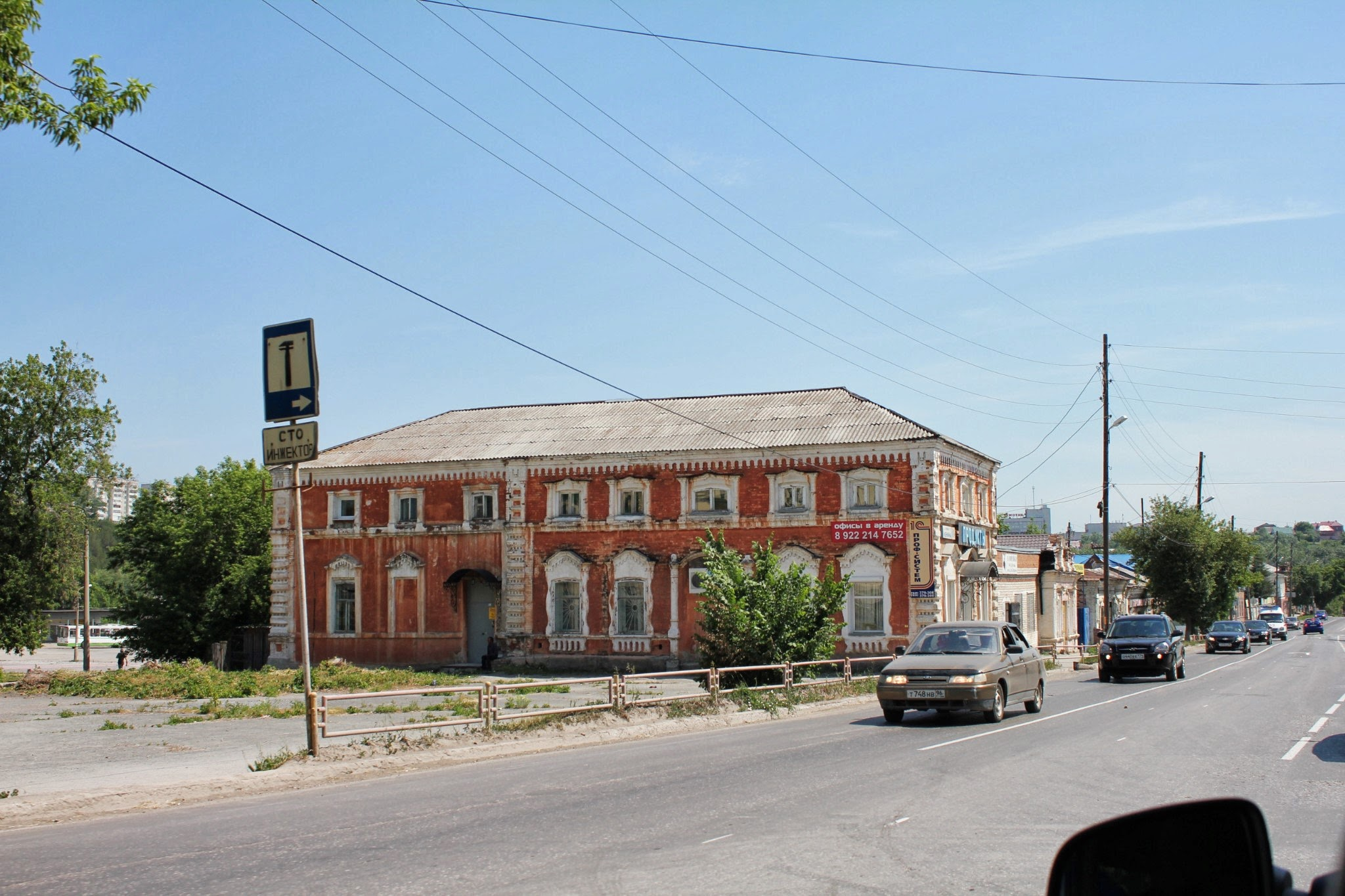
Zabytkowy budynek